# Evangelische Kirche (Sulzbach/Saar)

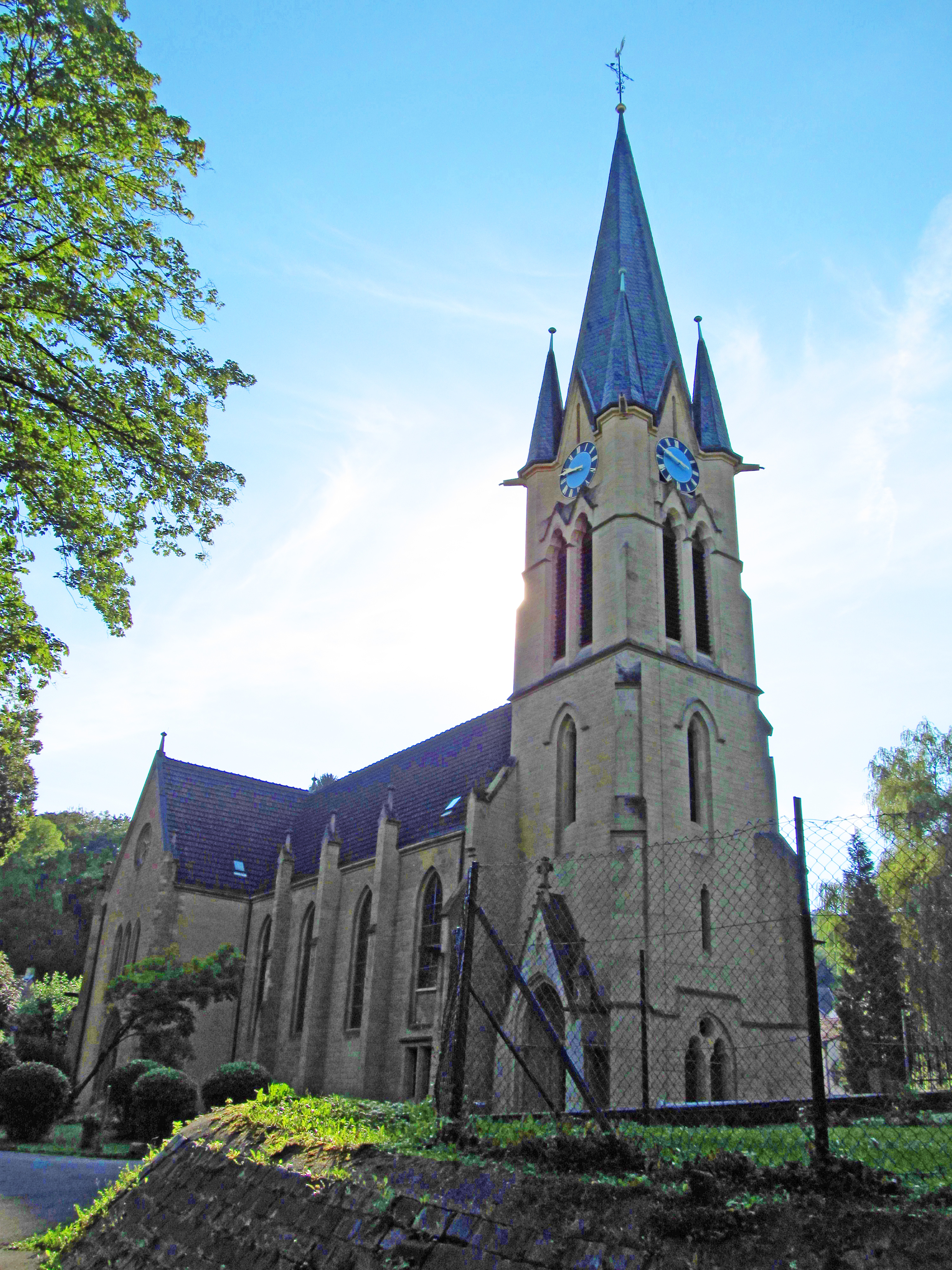
Die evangelische Kirche in Sulzbach/Saar

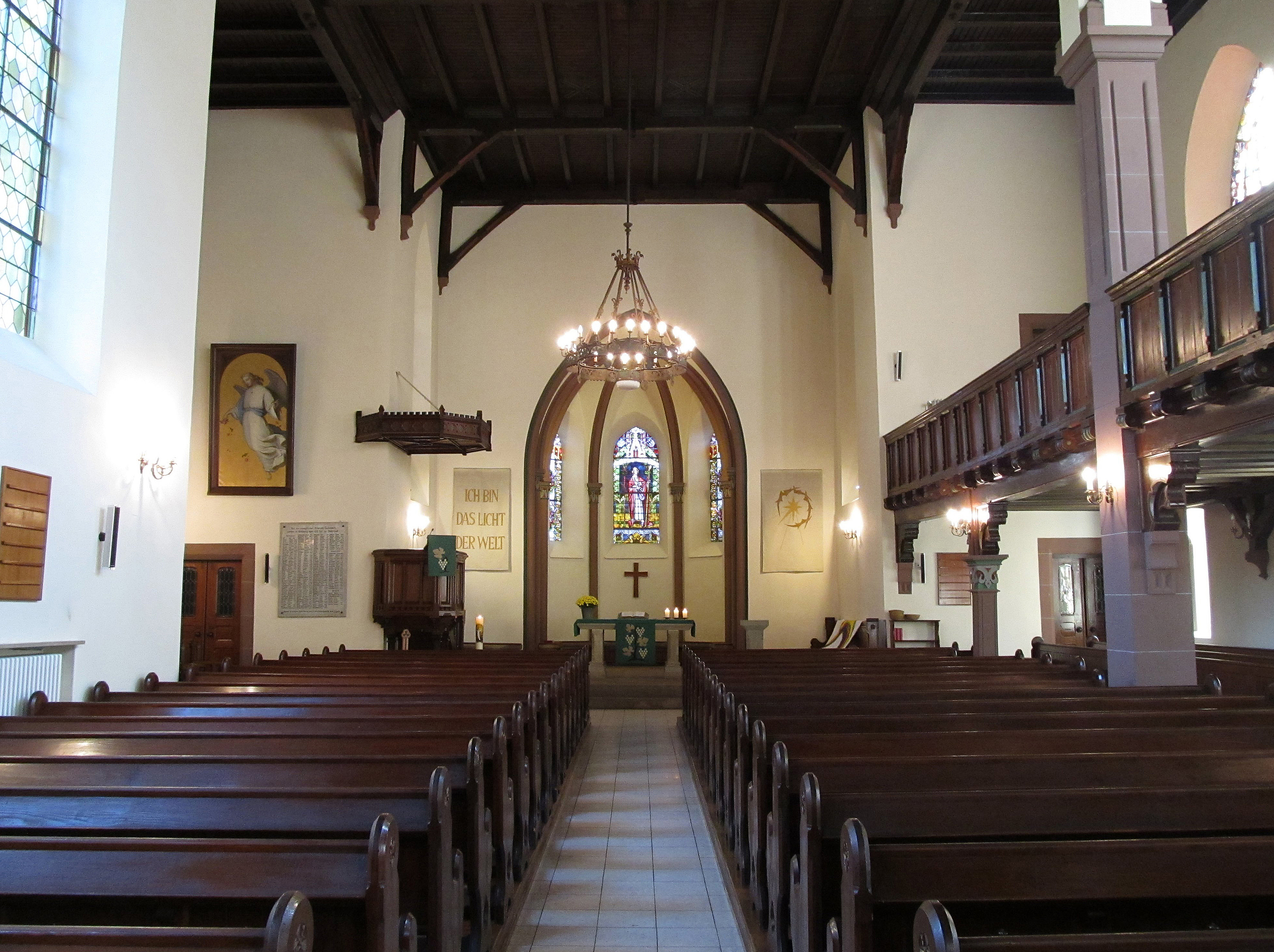
Blick ins Innere der Kirche

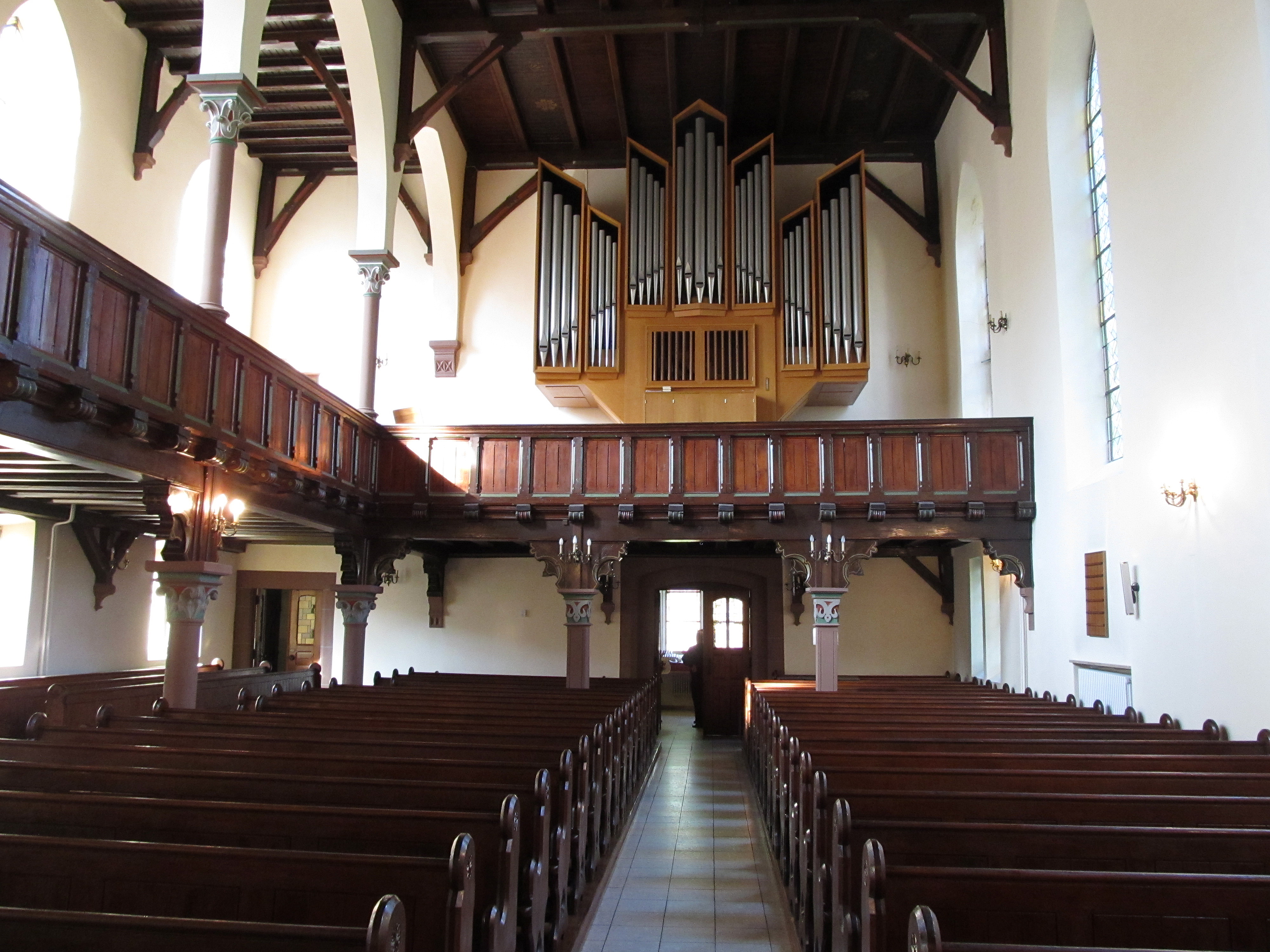
Blick vom Altarraum zur Empore und Orgelprospekt

Die Evangelische Kirche im saarländischen Sulzbach, Regionalverband Saarbrücken, gehört zur Evangelischen Kirchengemeinde Sulzbach, die dem Kirchenkreis Saar-Ost der Evangelischen Kirche im Rheinland zugeordnet ist. In der Denkmalliste des Saarlandes ist die Kirche als Einzeldenkmal aufgeführt.

## Geschichte
Die Kirche wurde in den Jahren 1852 bis 1854 nach Plänen des Architekten C. Rüger (Berlin) erbaut, der anfänglich auch die Bauleitung übernahm. Da aufgrund des Bevölkerungswachstums das Kirchengebäude zu klein geworden war, beschloss man eine Erweiterung sowie einen Umbau. Diese Baumaßnahmen wurden von 1897 bis 1898 nach Plänen des Architekten Heinrich Güth (Saarbrücken) durchgeführt. Die Erweiterung umfasste eine Verlängerung nach Westen, eine Verbreiterung durch Anfügen eines Seitenschiffes, in das eine hölzerne Empore eingebaut wurde, sowie den Bau des weithin sichtbaren Glockenturms.
Im Jahr 1960 wurde die Kirche einer Restaurierung unter Leitung des Architekten Sattler unterzogen. Weitere Restaurierungen erfolgten 1999–2001 und 2006. Für die Ausführung der letzten Restaurierungsmaßnahme zeichnete Malermeister Hermann Schappert (Sulzbach) verantwortlich.

## Architektur und Ausstattung
Das Gotteshaus gilt als erster Kirchenbau im neugotischen Stil an der Saar. Der Innenraum der Kirche wird von einer flachen Holzdecke überspannt, die von Kragstützen auf Konsolen getragen wird. Die hölzerne Empore verläuft in L-Form auf der West- und Südseite des Langhauses und ruht auf Säulen. Die Empore selbst trägt eine Arkadenreihe mit Säulen, die das Seitenschiff vom Mittelschiff trennt.
Zur sehenswerten Ausstattung der Kirche gehört ein Taufstein des Bildhauers Andreas Weber von 1999, sowie ein Gemälde mit dem Titel „Menschen unter dem Kreuz“ der Malerin Rosemarie Rauch (Sulzbach), das diese der Kirchengemeinde gestiftet hat. Weitere Ausstattungsgegenstände sind die drei 1898 angefertigten Chorfenster aus der Glashütte der Firma Wagner-Vopelius, die Jesus mit dem Lamm und seitlich davon jeweils 2 Evangelisten (Matthäus, Markus, Lukas und Johannes) mit ihren Symbolen darstellen, das Gemälde „Der rosenstreuende Engel“ aus dem 19. Jahrhundert, die neuen Fenster von 2001 und der Kronleuchter im Kirchenraum.

## Orgel
Die Orgel der Kirche wurde 1967 durch die Firma Emil Hammer Orgelbau erbaut und besitzt 25 Register auf zwei Manualen und Pedal. Die Windladen sind Schleifladen; die Spieltraktur ist mechanisch. Das Instrument hat folgende Disposition:
| I Hauptwerk C-g3 |             |       |
| 1.               | Quintade    | 16′   |
| 2.               | Principal   | 8′    |
| 3.               | Rohrflöte   | 8′    |
| 4.               | Oktave      | 4′    |
| 5.               | Nassat      | 2 ⁄3′ |
| 6.               | Waldflöte   | 2′    |
| 7.               | Mixtur 4-6f |       |
| 8.               | Dulcian     | 16′   |
| 9.               | Trompete    | 8′    |

| II Brustwerk (schwellbar C-g3) |                  |       |
| 10.                            | Gedackt          | 8′    |
| 11.                            | Koppelflöte      | 4′    |
| 12.                            | Principal        | 2′    |
| 13.                            | Sesquialtera 2f  |       |
| 14.                            | Spitzquinte      | 1 ⁄3′ |
| 15.                            | Scharffcymbel 3f |       |
| 16.                            | Regal            | 8′    |
|                                | Tremulant        |       |

| Pedal |           |     |
| 17.   | Subbaß    | 16′ |
| 18.   | Principal | 8′  |
| 19.   | Gemshorn  | 8′  |
| 20.   | Nachthorn | 4′  |
| 21.   | Feldflöte | 2′  |
| 22.   | Mixtur 5f |     |
| 23.   | Posaune   | 16′ |
| 24.   | Trompete  | 8′  |
| 25.   | Clarine   | 4′  |

- Koppeln: II/I, I/P, II/P

## Glocken
Im Jahr 1954 goss die Saarlouiser Glockengießerei in Saarlouis-Fraulautern, die von Karl (III) Otto von der Glockengießerei Otto in Bremen-Hemelingen und dem Saarländer Aloys Riewer 1953 gegründet worden war, für die Ev. Kirche in Sulzbach drei Bronzeglocken mit den Schlagtönen: dis′′ – fis′′ – gis′′. Die Glocken haben folgende Durchmesser: 684 mm, 575 mm, 512 mm. Sie wiegen: 225 kg, 130 kg, 100 kg. Die Glocken gehören zu den letzten von der Saarlouiser Glockengießerei gegossenen Glocken.